# Heinrich Henggeler
Heinrich Henggeler (* 3. Oktober 1851 in Unterägeri; † 25. Oktober 1905 in Bérard, heute Ain Tagourait in Algerien, katholisch, danach reformiert, heimatberechtigt in Unterägeri und Zürich) war ein Schweizer Unternehmer und Politiker (FDP).

## Biografie
Heinrich Henggeler kam am 3. Oktober 1851 in Unterägeri als Unternehmers und liberalen Politikers Wolfgang Henggeler und der Barbara geborene Schmid zur Welt. Nach dem Schulabschluss in Zürich sowie anschliessendem Besuch des Pensionats in Grandson, begann Heinrich Henggeler ab 1866 eine technische und kaufmännische Lehre in einer Winterthurer Spinnerei. Zusätzlich zu seiner Lehre absolvierte er im Jahr 1869 eine Weiterbildung in England.
In der Folge war Heinrich Henggeler zwischen 1870 und 1904 als technischer Direktor der Spinnerei an der Lorze in Baar tätig, bevor er sich auf sein algerisches Weingut zurückzog. Überdies diente er in der Schweizer Armee im Rang eines Oberstleutnants.
Heinrich Henggeler, der mit Anna, der Tochter des Grosswangener Landwirts Josef Eiholzer, verheiratet war, verstarb am 25. Oktober 1905 drei Wochen nach Vollendung seines 54. Lebensjahres in Bérard. Er war der jüngere Bruder des August und ein Neffe des Alois Henggeler.

## Politische Ämter
Als Mitglied der Freisinnig-Demokratischen Partei gehörte Heinrich Henggeler zunächst von 1874 bis 1877 dem Einwohnerrat in Baar an. Zwischen 1886 und 1888 amtierte er schliesslich als Zuger Regierungsrat. Henggeler galt als strammer Militär und Unternehmer sowie entschiedener Freisinniger.